# فرودگاه مانیهی
فرودگاه مانیهی (به انگلیسی: Manihi Airport) (به زبان بومی: Aérodrome de Manihi) یک فرودگاه همگانی با کد یاتا XMH است که یک باند فرود آسفالت دارد و طول باند آن ۹۳۰ متر است. این فرودگاه در شهر Manihi, کشور پلی‌نزی فرانسه قرار دارد و در ارتفاع ۴ متری از سطح دریا واقع شده است.

## شرکت‌های هواپیمایی و مقصدهای پروازی
| شرکت‌های هواپیمایی | مقصدهای پروازی                  |
| ----------------- | ------------------------------- |
| ایر تاهیتی        | Fakarava، فاآ، رانگیروا، تیکهاو |